# KU Геркулеса
KU Геркулеса (лат. KU Herculis) — одиночная переменная звезда* в созвездии Геркулеса на расстоянии (вычисленном из значения параллакса) приблизительно 2952 световых лет (около 905 парсек) от Солнца. Видимая звёздная величина звезды — от +13,5m до +12,7m.
Открыта Куно Хофмейстером в 1935 году.

## Характеристики
KU Геркулеса — красный гигант, пульсирующая медленная неправильная переменная звезда (LB) спектрального класса M3. Эффективная температура — около 3287 K.